# Basels starke Alternative
Basels starke Alternative, kurz BastA (Eigenschreibweise mit Ausrufezeichen), ist eine linke, ökologische Partei, die ausschliesslich im Kanton Basel-Stadt tätig ist.
BastA! wurde am 17. Juni 1995 gegründet. Eine massgebliche Rolle spielten dabei Gewerkschafterinnen und Gewerkschafter sowie ehemalige Mitglieder der POCH. BastA! ist Mitglied der Grünen Partei der Schweiz. 
Seit 2025 bildet BastA! mit sechs Mitgliedern eine eigene Fraktion im Grossen Rat Basel. Fraktionsmitglieder sind Tonja Zürcher, Oliver Bolliger, Heidi Mück, Nicola Goepfert, Patrizia Bernasconi und Brigitta Gerber.
Von 1996 bis 2025 stellte BastA! zusammen mit der Grünen Partei Basel-Stadt, die auch Mitglied der Schweizer Grünen ist, eine gemeinsame Fraktion im Grossen Rat Basel-Stadt. Zusammen kandidierten die Parteien 2016 und 2020 als Parteienbündnis unter dem Namen "Bündnis Grüne BastA! jgb". Die gemeinsame Fraktion trug den Namen Grün Alternatives Bündnis.
Die BastA-Politikerin Sibel Arslan wurde 2015 in den Nationalrat gewählt sowie 2019 und 2023 wiedergewählt.
Im Juni 2023 nahm BastA! erstmals als eigenständige Liste an den Wahlen der Bürgergemeinde Basel teil und erzielte drei Mandate. Im Einwohnerrat Riehen ist sie seit 2020 mit einem Mandat vertreten.

## Ziele und Selbstverständnis
"Wir haben genug von einer Welt, die unter dem Diktat des Kapitalismus von einer Krise in die nächste schlittert. Wir haben genug von der profitgetriebenen Ausbeutung von Mensch und Natur. Wir haben genug von der herrschenden Logik der Konkurrenz und des Wirtschaftswachstums. Darum haben wir uns als BastA! zusammengeschlossen.
Als feministische, ökosozialistische Partei arbeiten wir an der radikalen Umverteilung von Zeit, Macht und Geld. Wir streiten für eine soziale Revolution, die das gute Leben für alle ins Zentrum stellt. Unsere Solidarität gilt allen Menschen auf der Welt, die sich gegen Ungerechtigkeit und Unterdrückung zur Wehr setzen und ein Leben in nachbarschaftlicher Freiheit und Würde einfordern. Ihr Kampf ist auch unser Kampf. Gemeinsam engagieren wir uns leidenschaftlich für eine Welt, die frei von Armut, Hunger, Krieg und Diskriminierung ist.
Wir wollen, dass Basel eine grüne und lebenswerte Stadt für alle wird. Darum setzen wir uns dafür ein, dass die Lebensräume unter der aktiven Mitwirkung der Menschen gestaltet werden, die sie bewohnen. Wir machen uns stark für Klimagerechtigkeit, Steuergerechtigkeit und dafür, dass Grundrechte und Menschenrechte immer, überall und für alle gelten.
Gesellschaftlicher Wandel wird überall dort angestossen, wo Menschen gemeinsam für ihre Anliegen einstehen. Deshalb engagieren wir uns in sozialen, queeren, antirassistischen, feministischen und ökologischen Bewegungen, in Parlamenten sowie in unseren Nachbarschaften. Wir wollen voneinander und miteinander lernen. Nach aussen wie nach innen arbeiten wir an diskriminierungsfreien Räumen des offenen Austauschs und der konstruktiven Diskussion.
Eine andere Welt ist möglich. Bewegen wir uns!"